# Kipu

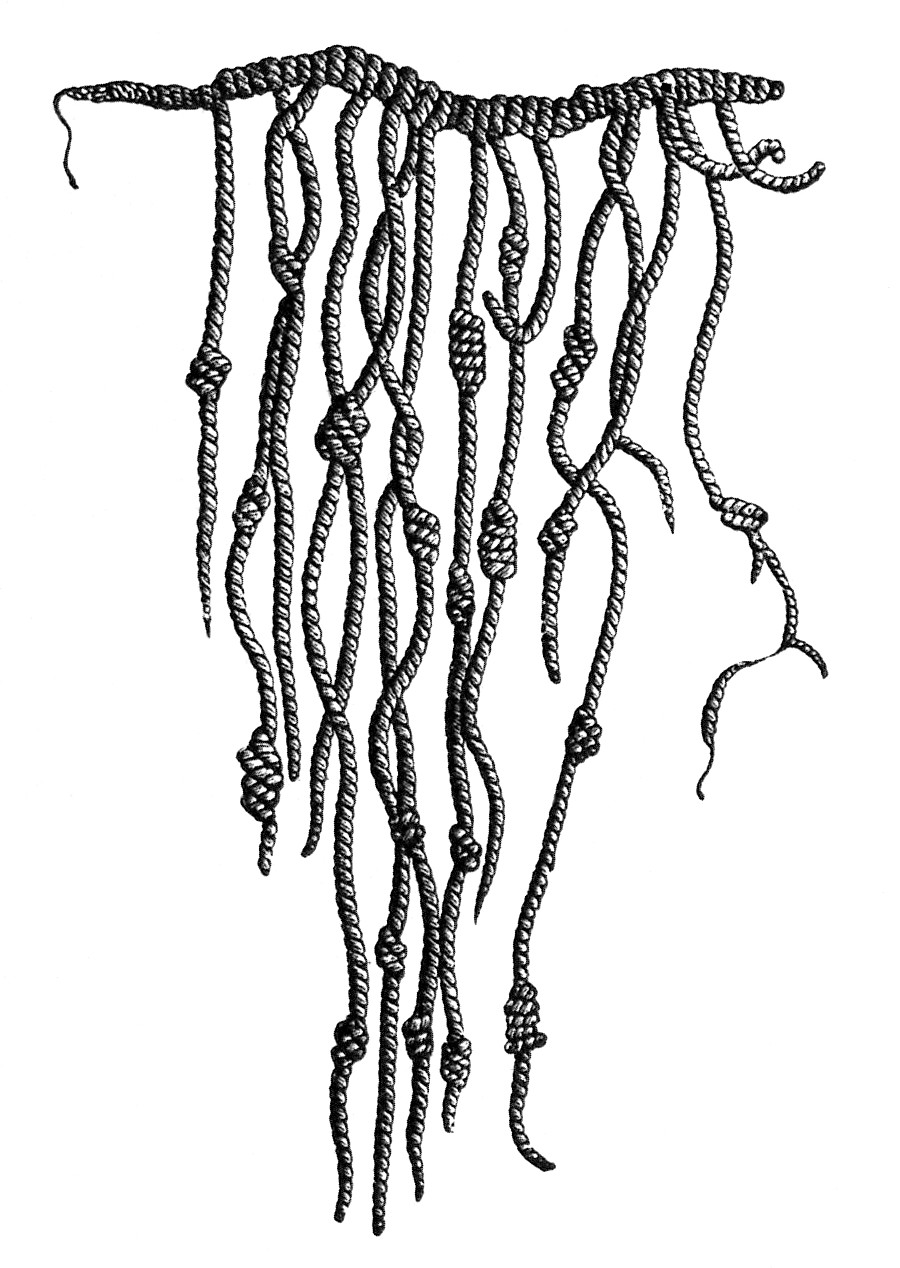
Kipu

Kipu, quipu, khipu (w języku keczua  „węzeł”) – forma trójwymiarowego zapisu stosowana przez Indian prekolumbijskiej Ameryki Południowej. Nazywane „pismem węzełkowym”, ze względu na swoją formę: zbiór wykonanych z bawełny lub włosia lamy i alpaki kolorowych sznurków z supełkami. 

## Charakterystyka
Służyło do zapamiętywania liczb (najprawdopodobniej w systemie dziesiętnym), a zapewne także i innych informacji. Opisane w magazynie Science z 12 sierpnia 2005 wyniki badań wskazują, że kipu mogło przechowywać także dane nienumeryczne, takie jak nazwy geograficzne, imię twórcy lub właściciela oraz przedmiot obliczeń, co czyniłoby z niego pierwotny rodzaj pisma.
Posługiwali się nim członkowie klasy panującej oraz specjalni rachmistrze (w języku keczua khipukamayuq) z imperium Inków oraz – jak wynika z nowych odkryć – także wcześniejsze kultury Indian Ameryki Południowej z obszaru Andów. Istniało kilka odmian kipu, które umożliwiały administratorom imperium m.in. ewidencję ludności, obliczanie podatków, zapisywanie stanów magazynowych, składanie sprawozdań, przechowywanie danych historycznych, kalendarzowych, itp. Jedno kipu mogło liczyć od kilku do nawet 2000 sznurów. 
W początkowym okresie podboju kontynentu było wykorzystywane także przez hiszpańskich kolonizatorów, służąc np. do ustalania zobowiązań podatkowych i rozstrzygania sporów majątkowych. Z czasem zostało porzucone jako „pogańskie” i wymagające korzystania z podejrzewanych o nielojalność keczuańskich rachmistrzów na rzecz pisma europejskiego. Zapomniane i w znacznej części zniszczone (współcześnie zachowało się mniej niż 1000 egzemplarzy), przetrwało jako system ewidencyjny w uproszczonej formie na peruwiańskich wyżynach. Prekolumbijskie kipu, rozszyfrowane tylko częściowo, pozostaje obiektem badań i różniących się między sobą interpretacji. Obecnie badania nad kipu są bardzo trudne, gdyż w czasie podboju większość egzemplarzy została spalona.
Niedawne odkrycia na północnym wybrzeżu Peru wskazują, iż kipu było stosowane już przez lud Caral – jedną z najstarszych znanych obecnie prekolumbijskich cywilizacji istniejących przed ok. 5000 lat. Byłoby więc jednym z najstarszych – obok pisma klinowego z Mezopotamii – systemów zapisywania informacji na świecie.
Według artykułu z magazynu Science odczytane zostały tylko zapisy liczbowe (najprawdopodobniej ułamki dziesiętne), ale nadal nie wiadomo w jaki sposób zapisywane były nazwy zwierząt, nazwy geograficzne, nazwy własne czy też ważniejsze informacje. Istnieje też hipoteza, że aby odczytać zapis kipu, trzeba było mieć dodatkowe informacje przekazywane drogą ustną poprzez posłańców.

## Wizje artystyczne
Motyw kipu wykorzystany został w czwartej części przygód chłopca o przydomku Dzika Mrówka.